# SN 1971S
SN 1971S – supernowa typu II-P odkryta 15 listopada 1971 roku w galaktyce NGC 493. Jej maksymalna jasność wynosiła 15,70m.